# سفارة ألمانيا في السويد
سفارة ألمانيا في السويد هي أرفع تمثيل دبلوماسي لدولة ألمانيا لدى السويد. تقع السفارة في بلدية ستوكهولم وهي تهدف لتعزيز المصالح الألمانية في السويد.

## وصلات خارجية
- الموقع الرسمي
- قائمة سفارات ألمانيا
- قائمة السفارات في السويد